# Pseudanophthalmus barri
Pseudanophthalmus barri är en skalbaggsart som beskrevs av Krekeler. Pseudanophthalmus barri ingår i släktet Pseudanophthalmus och familjen jordlöpare. Inga underarter finns listade i Catalogue of Life.